# Heidschott
Heidschott ist ein Weiler mit rund 20 Einwohnern im Nordwesten der Gemeinde Kirchhundem im Kreis Olpe (Nordrhein-Westfalen).

## Geografie
Heidschott liegt im Süderbergland des Rheinischen Schiefergebirges. Darin gehört es zum so genannten Bilsteiner Bergland im Gebiet des Olper Landes. Die Ortslage, auf 341 m über NN. gelegen, gehört zu den westlichen Ausläufern des Rothaargebirges. Sie befindet sich in einem von Südwesten nach Nordosten verlaufenden Tal, das hier von der Olpe zur Hundem hin entwässert wird. Südwestlich von Heidschott liegt der 545,3 m hohe Berg „Auf der Höhe“, westlich der 426,4 m hohe Rußstein und der 599 m hohe Buscheid, nordwestlich der 586,1 m hohe Alberstein.
Nachbarorte sind Hofolpe im Osten, Breitenbruch, Mark und Varste im Süden, Benolpe im Südwesten und Kirchveischede und Bilstein im Nordwesten.

## Geschichte
Die bislang früheste bekannte schriftliche Erwähnung des Ortsnamens findet sich in einer Urkunde des Graf von Spee’schen Archivs Ahausen von 1454, hier allerdings in der Gebrauchsform als Personenname. Zum Brautschatz der Tochter des Hermann von Hundem genannt Pepersack gehört unter anderem auch der „lutken unberge, den dey Heyschoten“ von den Brüdern Wilhelm und Hermann von Hundem gt. Petersack empfangen hat.
In Schatzungsregistern des 16. Jahrhunderts sind für die Ortschaft Heidschott durchgehend zwei Hofstellen genannt: 1536, Heyßkotten – Peter 3 1/2 G(ulden), Johann 1 G; 1543, Heißkotten – Peter und Tilmann sein Sohn 4 G, Johann 2 G, 1565, Heißkottenn, Tylmann ibidem 4 G, Hanß Heißkotter 3 G. Anfang des 18. Jahrhunderts wohnte in Heidschott der Jäger eines umfangreichen, zum Schloss Adolfsburg bei Oberhundem gehörenden Jagdbezirkes. Nach dem Wohnsitz des Jägers wurde der Bezirk „Heidschotter Jagd“ bezeichnet.
Ein bereits 1729 erwähnter Eisenhammer, der südwestlich von Heidschott an der Olpe lag und „Heidschotter Hammer“ genannt wurde, konnte bis in die 1850er Jahre betrieben werden. In den 1860er Jahren war das Werk aber gänzlich verfallen. Nach dem Bau der Ruhr-Sieg-Eisenbahn, die 1861 eröffnet und durch die das Hammergelände zerschnitten wurde, konnte sich hier kein neuer Betrieb mehr etablieren.
Eine 1716 erwähnte Kapelle (Oratorium, Bethaus), die in der Karte der Heidschotter Jagd von 1743 noch eingezeichnet ist, besteht heute nicht mehr.
Heidschott war seit 1843/44 eine Ortschaft in der zum Amt Kirchhundem gehörenden Gemeinde Kirchhundem. Mit der kommunalen Neugliederung im Kreis Olpe kam der Ort am 1. Juli 1969 zur heutigen Gemeinde Kirchhundem.

### Religionen
Bedingt durch die jahrhundertelange Zugehörigkeit zum kurkölnischen Herzogtum Westfalen war die Bevölkerungsstruktur von Heidschott ursprünglich überwiegend katholisch geprägt. Dies hat sich in den vergangenen Jahrzehnten allerdings geändert. Zum 31. Dezember 2014 lebten in Heidschott vier katholische und vier evangelische Christen. Zu neun Einwohnern lagen keine Angaben zur Religionszugehörigkeit vor.

### Einwohnerentwicklung
| Jahr | Einwohnerzahl |
| ---- | ------------- |
| 1969 | 36            |
| 1974 | 38            |
| 1978 | 32            |
| 1985 | 34            |
| 1990 | 33            |
| 2014 | 17            |
| 2020 | 21            |

## Verkehr
Heidschott liegt an der B 517. Die Ruhr-Sieg-Eisenbahnstrecke führt durch den Ort. Nächste Haltepunkte sind in Kirchhundem und Welschen Ennest.